# Marie de Jérusalem
Ne doit pas être confondu avec Marie l'Égyptienne.
Marie (en grec ancien : Μαρία / Marίa ; en latin : Maria) est une riche Juive de Jérusalem ayant vécu au Ier siècle mentionnée dans les Actes des Apôtres. Elle possède une vaste maison-église, où les chrétiens viennent se réfugier et prier durant la persécution du roi Hérode Agrippa (vers 44). 
L'apôtre Pierre, libéré de prison par un ange, rejoint d'autres chrétiens dans sa maison. L'époux de Marie n'étant pas mentionné et la maison étant à son nom, elle est vraisemblablement veuve et assez aisée pour avoir des domestiques. Son fils Jean, surnommé Marc, vit avec elle. Il part en voyage d'évangélisation avec les apôtres Paul et Barnabé, qui est peut-être le frère ou le neveu de Marie.
Selon certaines traditions chrétiennes, sa maison serait aujourd'hui le monastère orthodoxe Saint-Marc de Jérusalem. Plusieurs traditions en font le cénacle de Jérusalem, lieu de la Cène, de l’Ascension et de la Pentecôte. Marie de Jérusalem est fêtée le 29 juin.

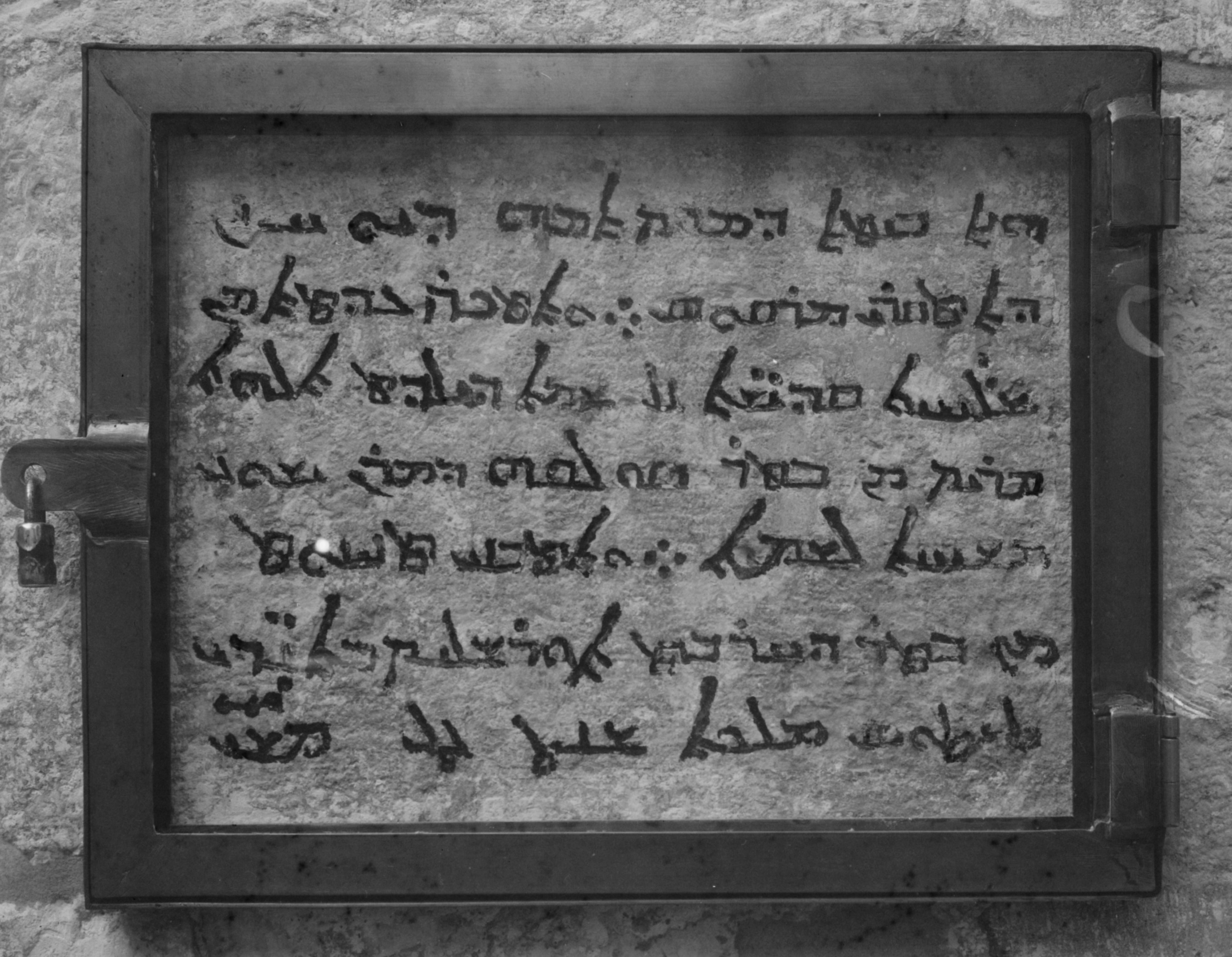
Inscription syriaque du VIe siècle sur le monastère Saint-Marc : Ceci est la maison de Marie, mère de Jean Marc, Proclamée église par les saints apôtres au nom de la vierge Marie, mère de Dieu, après l'ascension au Ciel de Notre Seigneur Jésus Christ. Reconstruite après la destruction de Jérusalem par Titus en l'an 73.